# Sierra Morena
Sierra Morena es una cordillera del sur de la península ibérica, que separa la Meseta Central de la depresión del Guadalquivir. Geológicamente es el borde de la meseta fracturado y levantado por el empuje de las fuerzas alpinas sobre el zócalo herciniano de la Meseta. En esta predominan las fallas, a veces una falla única, otras veces un sistema de fallas escalonadas. Sierra Morena sería un horst limitado por fallas, o en otros casos limitada por pliegues muy estirados formando pliegues-fallas.
Tiene unos 400 km de longitud que marcan el contacto brusco entre los materiales paleozoicos de la Meseta y los sedimentos terciarios y cuaternarios de la Depresión Bética y en su parte más oriental el contacto se produce con los materiales secundarios y terciarios de las cordilleras Béticas. Sierra Morena separa la España herciniana (de la cual forma parte) de la España alpina.
Cultural, geográfica y etnológicamente se considera Sierra Morena como la frontera natural entre Andalucía y La Mancha. Además, es conocida por haber sido uno de los escenarios en que Cervantes ambientó parte de su novela Don Quijote de la Mancha.

## Etimología
Desde los primeros geógrafos griegos como Estrabón, que la llama Cotinas, hasta Plinio el Viejo entre los latinos, que los llama Arianos todos han dado un nombre a la más importante cordillera de la Bética llamada hoy Sierra Morena; la denominación antigua más general es la de Montes marianos, en el Itinerario de Antonino aún Arianos, convertidos en Marianos y en Sierra Morena muy probablemente por etimología popular o paretología. En textos de Claudio Ptolomeo y Tzetzes aparecen denominaciones semejantes.

## Sectores de Sierra Morena
Dentro de Sierra Morena podemos distinguir cuatro sectores:

### Sectoronubense

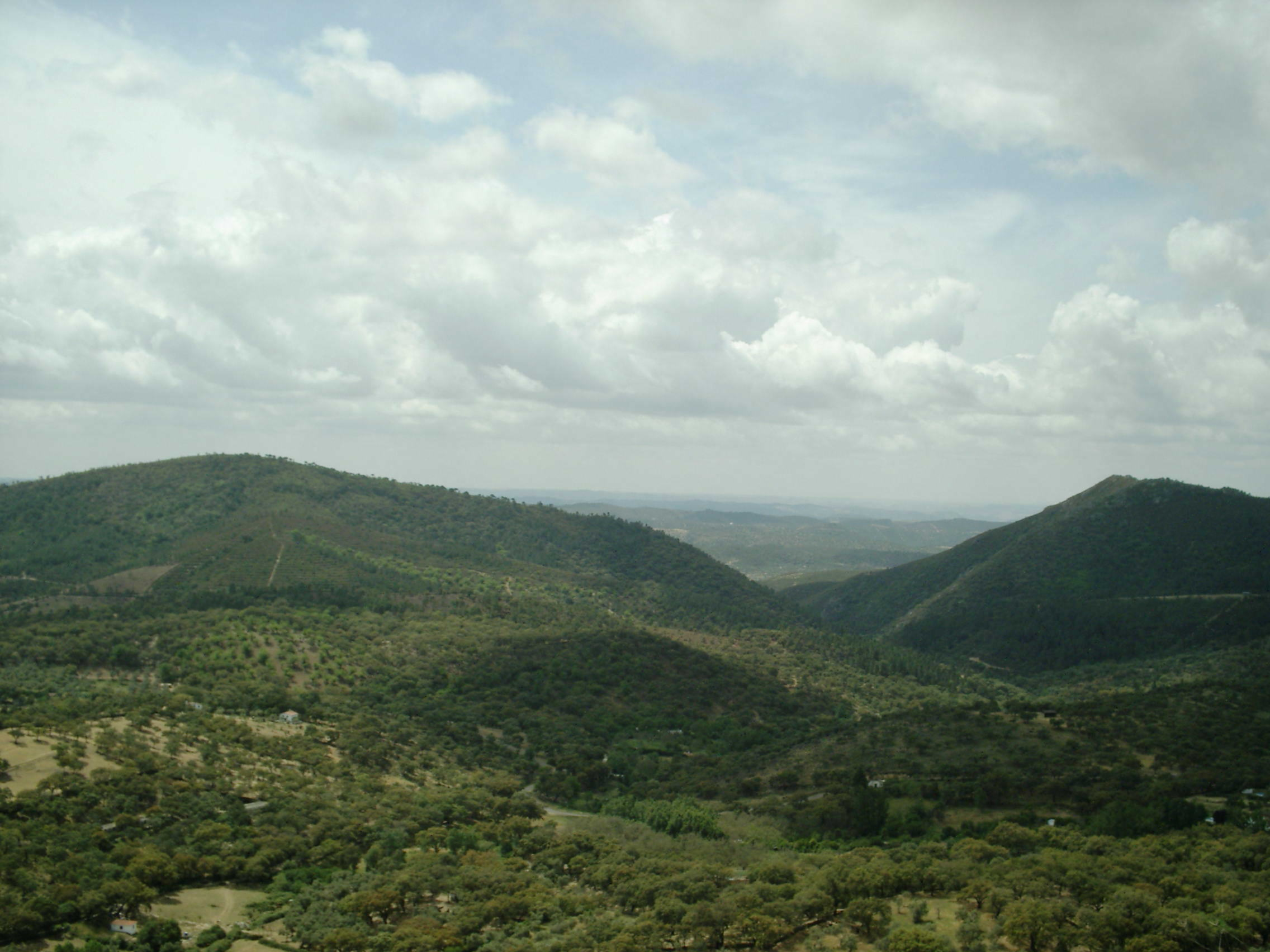
Sierra de Aracena que forma parte de Sierra Morena.

Tiene una estructura relativamente sencilla formada por pliegues-falla.

### Sectorsevillano
Es también relativamente sencillo y está formado por una flexión.

### Sectorcordobés

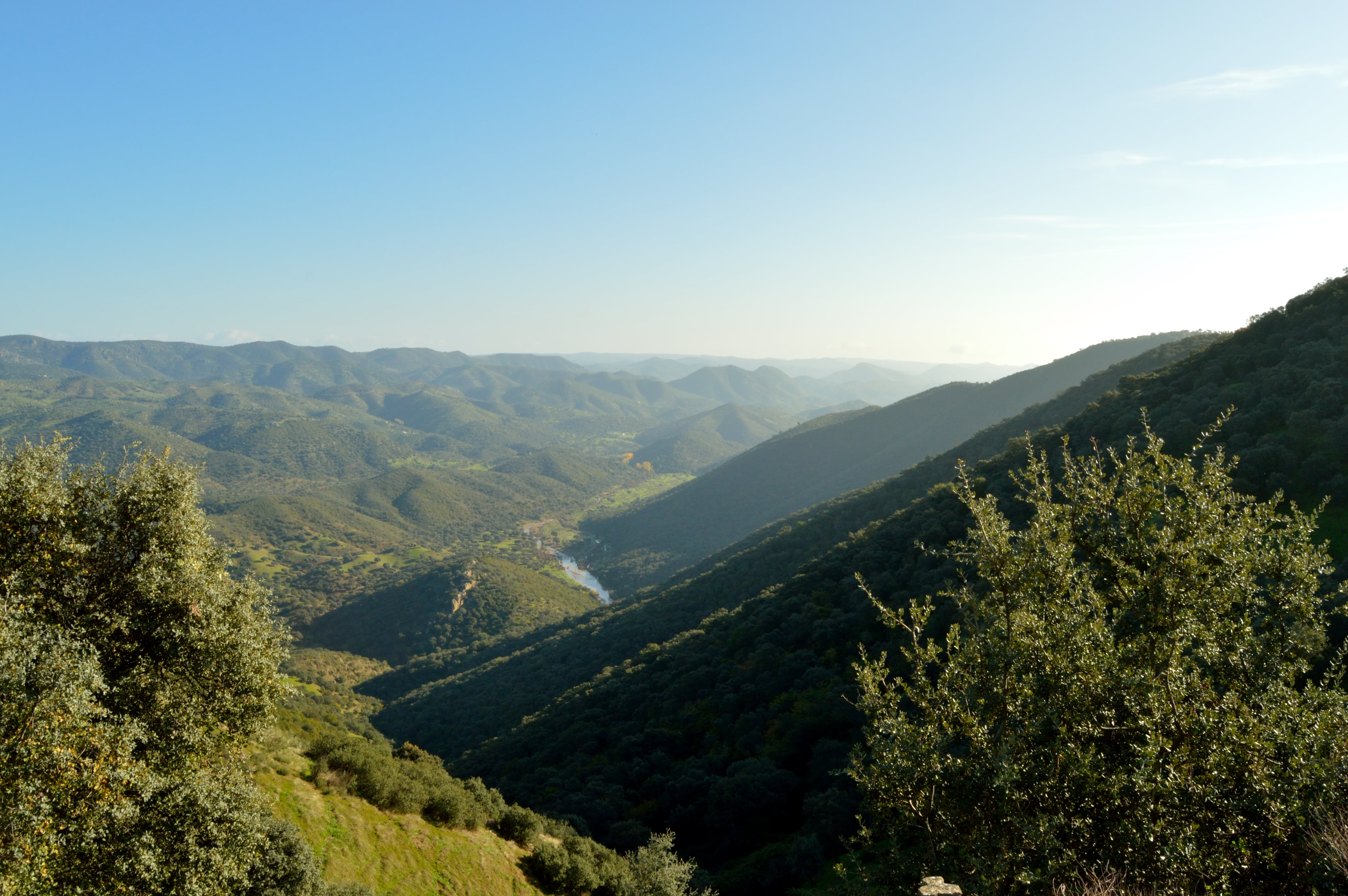
Valles en el entorno de la localidad cordobesa de Obejo

Sigue siendo relativamente simple ya que está formado por una falla típica con un labio hundido (Valle del Guadalquivir) y un labio erguido (Sierra Morena) y entre ambos existe un salto de falla.

### Sectorjiennense
Es el más complicado ya que está formado por fallas escalonadas que van independizando una serie de escalones de falla que descienden desde Sierra Morena hasta el valle del Guadalquivir. 

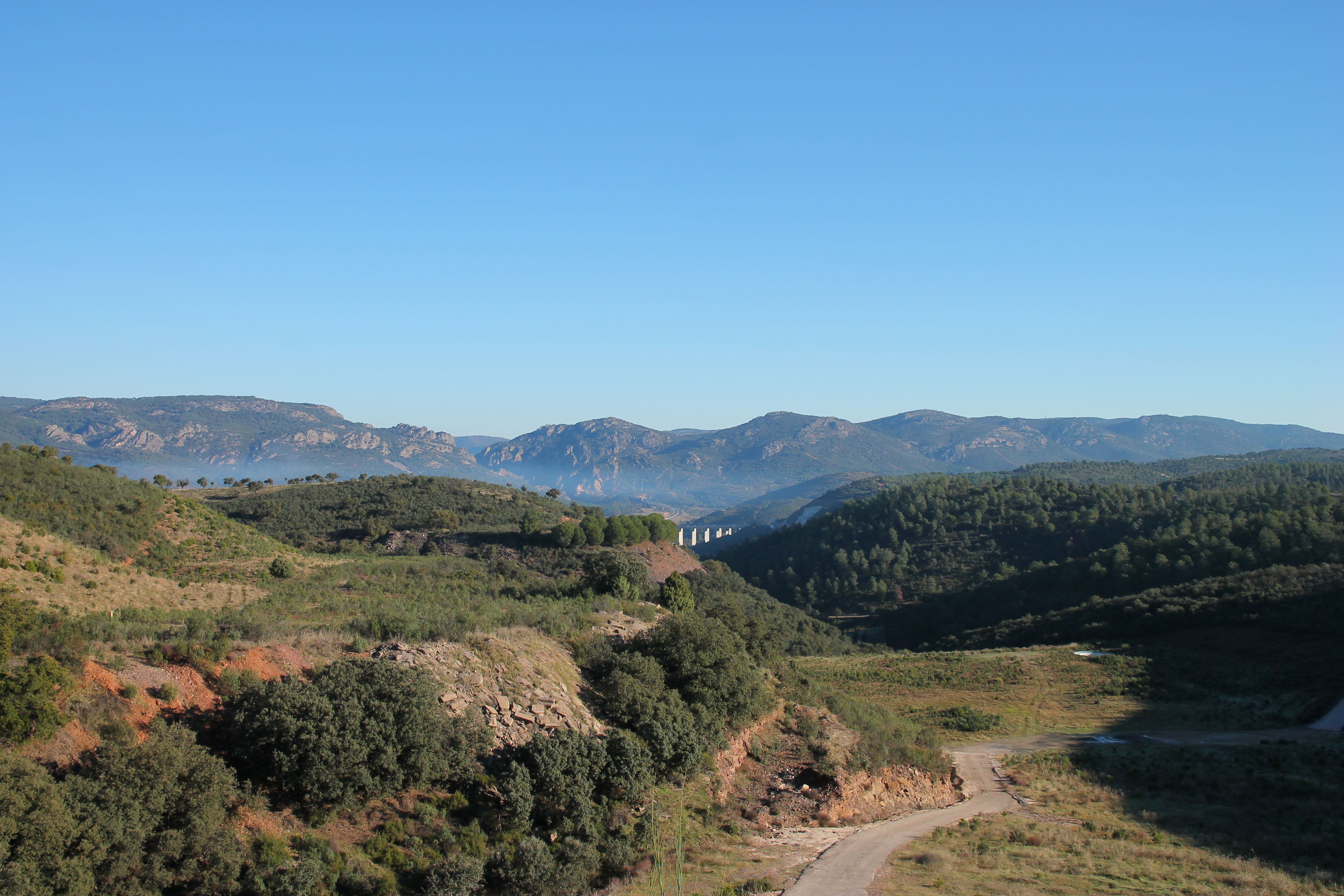
Paisaje en Despeñaperros

Algo común son las fallas transversales que forman una serie de sierras individualizadas. En la zona de Jaén es donde este sistema de fracturas y fallas aparece mucho más complicado. Podemos encontrar tres escalones distintos en la penillanura, por lo que se puede clasificar como una estructura en macizo tectónico.
- Escalón de Linares:

El escalón inferior, que tiene una altitud de aproximadamente 600 metros y corresponde a la penillanura pretriásica exhumada (puesta al descubierto) por la acción de la erosión, que destruyó la posterior cobertera mesozoica y triásica. Este escalón queda limitado al norte por una falla de 200 metros de salto, por lo que el escalón de Linares sería el labio hundido de la falla. Por el sur no está tan clara la estructura de falla y este primer escalón queda separado del Valle del Guadalquivir por un escarpe o cornisa de un relieve en cuesta. Esta cuesta se ha formado por el retroceso de los materiales triásicos que aparecen en esta zona inclinada. Los límites del escalón de Linares son menos claros hacia el este. Cuando avanzamos hacia esta dirección aparece una serie de bloques elevados constituidos sobre la penillanura finipontiense. El escalón de Linares es bastante estrecho.  En su parte más estrecha tiene una anchura de 5 km y la más ancha es de 20 km. Sin embargo es bastante alargado (80 km). Está constituido por materiales de la era primaria (paleozoicos), sobre todo pizarras, cuarcitas y granitos. Por eso en este bloque la erosión ha adoptado una forma diferencial donde la pizarra actúa como material blando, dando lugar a depresiones, y las cuarcitas y granitos (en este clima seco) han dado lugar a resaltes (especialmente las cuarcitas). Las pizarras presentan una potencia de varios centenares de metros y pertenecen al silúrico inferior. Son arcillosas y micáceas y de poca esquistosidad. En la parte más occidental de este escalón aparecen otras pizarras del carbonífero, incrustándose arcillas y conglomerados.
- Escalón de Santa Elena:

Sobre el escalón de Linares se levanta un segundo escalón limitando al sur con este y levantándose sobre él unos 200 metros, por lo que su altura total es de 800 metros. Está compuesto por una serie de bloques alternando con fosas alrededor tanto de este a oeste como de sur a norte. En la parte más oriental, estos bloques aparecen afectados por distintos desniveles debido a movimientos post-alpinos. El paisaje de este segundo escalón es mucho más monótono porque existe un predominio casi total de pizarras del silúrico y, puntualmente, aparecen afloramientos de cuarcita y granito, que le dan un cierto movimiento al relieve.
- Escalón de la Meseta:

El tercer escalón se sitúa al norte del de Santa Elena y se alarga también de oeste a este formando las partes más elevadas de Sierra Morena (Almadén, Quintana, Los Órganos, etc). Ocupa todo el norte de la provincia de Jaén y penetra por el sur de Ciudad Real. Está separado del escalón de Santa Elena por un salto que oscila entre los 200 y 300 metros, por lo que la línea de cumbres se sitúa ligeramente superior a los 1000 metros.

## Explotación económica

### Riqueza minera

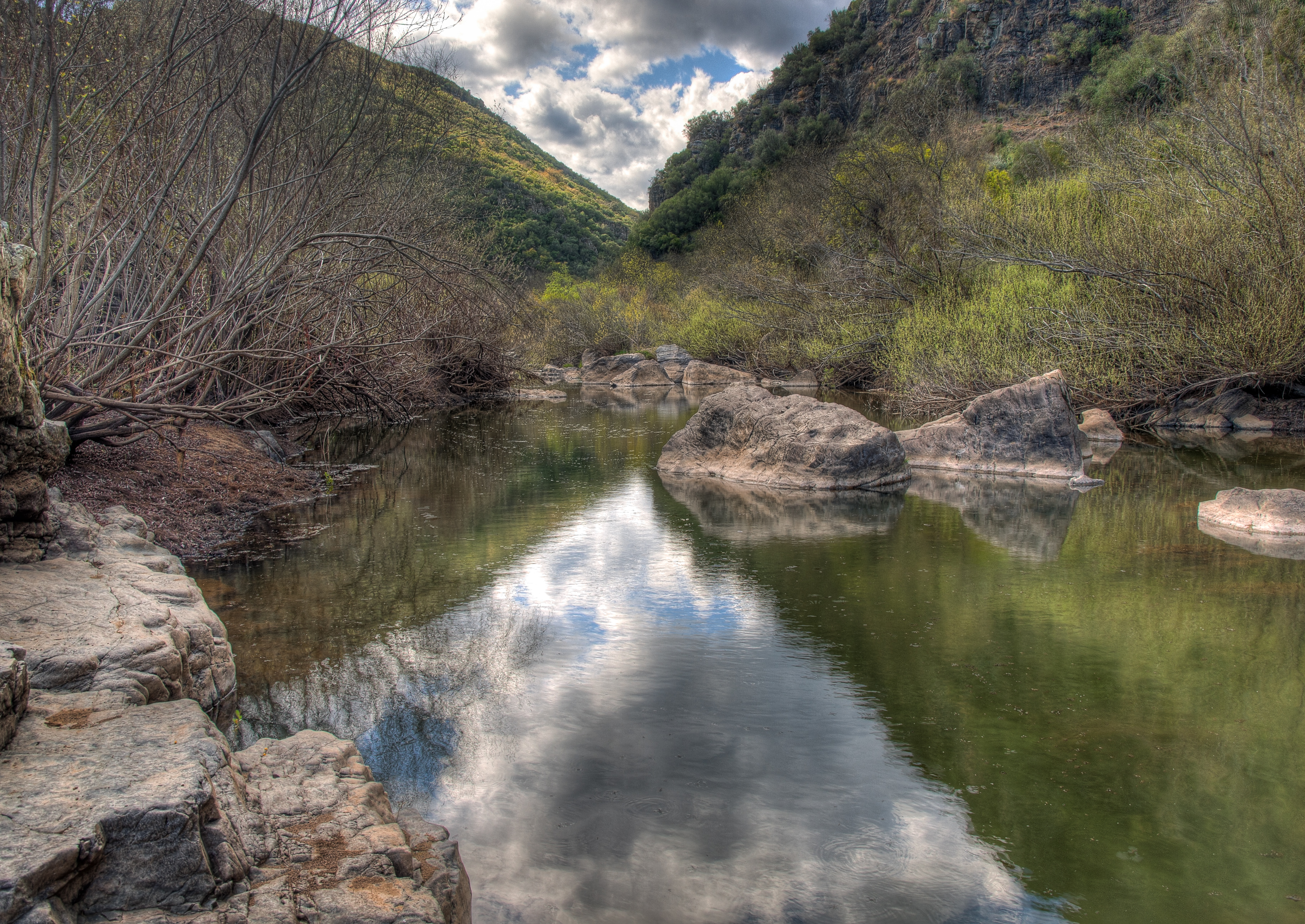
Vista del río Guadiato a su paso por las cercanías de Santa María de Trassierra.

En conjunto Sierra Morena presenta una estructura bastante complicada por las diversas estructuras, que además se ve completado por una gran variedad litológica. Además de la complejidad vista en el sector jiennense, en la zona occidental también predominan pizarras cuarcitas, granito, sin embargo ha sido afectada por una importante actividad volcánica que ha producido una fuerte mineralización de estos materiales por lo que el norte de Sevilla y Huelva han constituido lo que se denomina la orla o faja piritífera, ya que en ella abundan piritas sobre todo de cobre pero que tienen también pequeñas cantidades de oro, plata, plomo y que han dado lugar a una fuerte actividad minera como por ejemplo en río Tinto o las minas de oro al norte de Sevilla (El Pedroso). Esto además ha dado lugar a una industria química cuya materia prima principal es el azufre obtenido a partir de las piritas.
La zona de Córdoba u Ossa-morena está formada por materiales paleozoicos pero en la que destaca un importante paquete de materiales del carbonífero que ha dado lugar a unas reservas de lignito en la zona de Peñarroya Pueblonuevo. Existen también algunos batolitos de materiales graníticos de los cuales el más importante lo forman los Pedroches que han sido parcialmente erosionados a lo largo del tiempo. La forma de relieve que encontramos allí refleja una estructura de tipo plegado pero totalmente arrasado por la erosión; estos pliegues estaban orientados en dirección NO-SE y como estaban formados por materiales paleozoicos de distinta dureza se produjo una erosión de tipo diferencial y por ese motivo los ríos que descienden de Sierra Morena tienen una disposición NO-SE siguiendo esa facilidad que le aportan los materiales más blandos. 
Los materiales más duros constituyen los interfluvios y suelen presentar un aspecto bastante agreste debido a las cuarcitas y a algún afloramiento de materiales calizos del secundario que contienen algunas zonas de Sierra Morena. Por todo esto podemos hablar de un relieve de tipo apalachense; sobre el cual se ha producido la complejidad de las fallas y fracturas.

### Pobreza agrícola

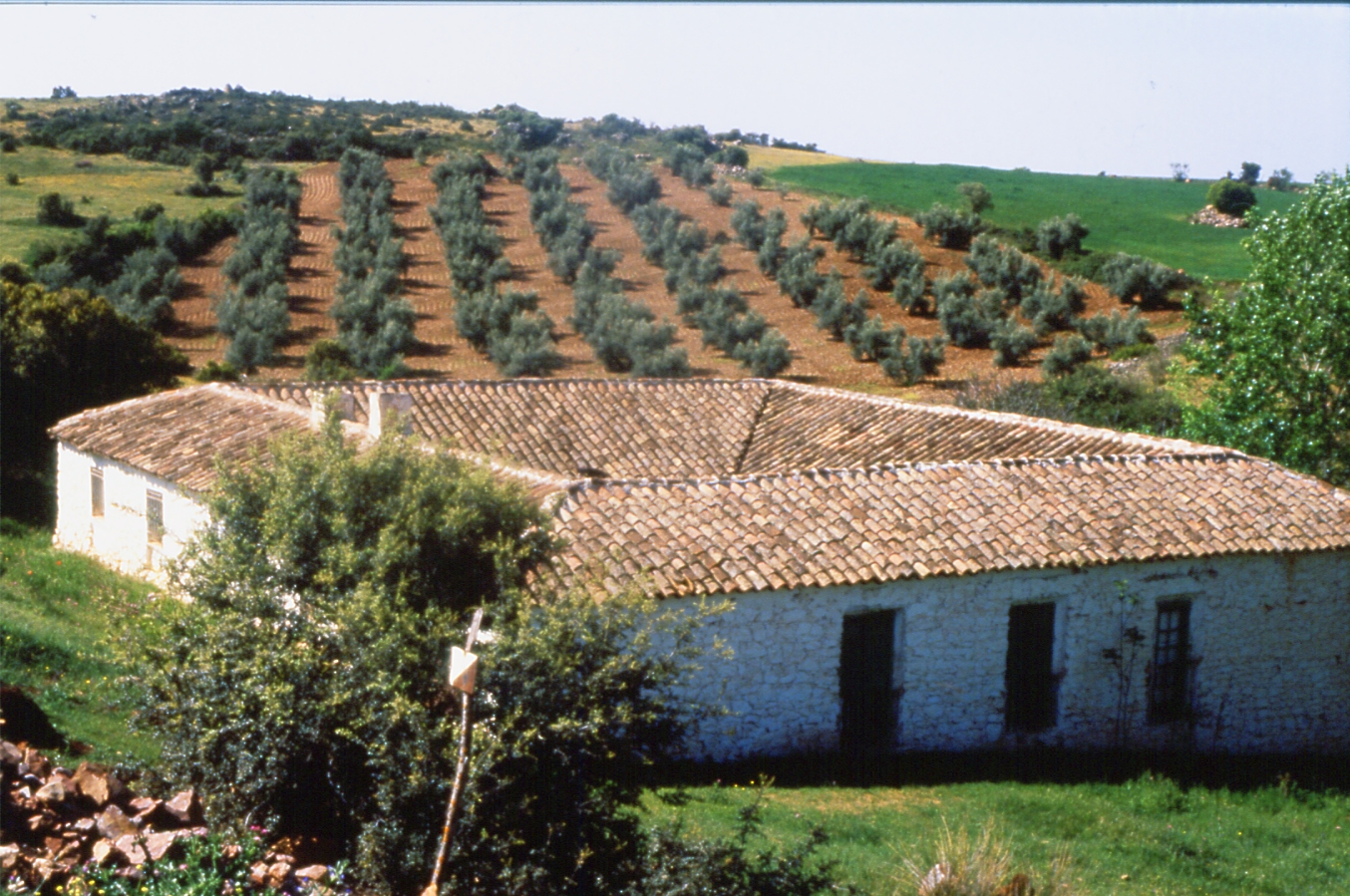
Típica finca en Sierra Morena.

El relieve quebrado, hasta cierto punto vigoroso y con fuertes pendientes, es causa de la inexistencia de suelos o de la presencia de suelos pobres, poco profundos y de gran pedregosidad y sometidos a fuertes procesos erosivos, de difícil laboreo. Sólo en los valles encontramos un suelo profundo, arenoso y con un substrato de arcillas. Ello es debido al proceso de destrucción del granito, que al ser insoluble no ha sido eliminado por el agua. La zona de suelos más ricos es la de los Pedroches. Sobre este tipo de materiales se ha desarrollado una agricultura muy pobre pero una ganadería mucho más rica.

### Aprovechamiento forestal

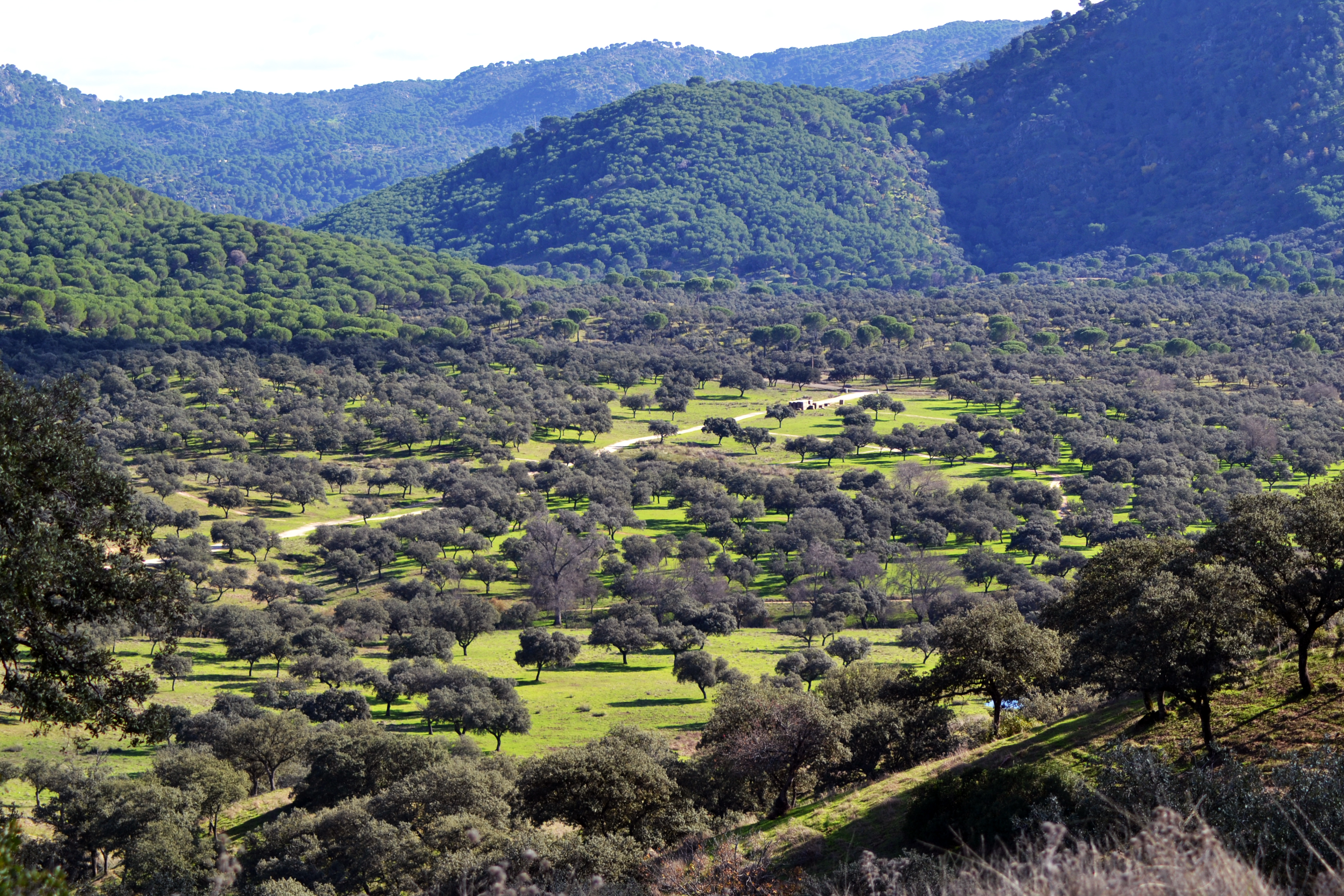
Vegetación en la sierra de Andújar

Sierra Morena en general está ocupado por una vegetación mixta de bosques y matorrales; predominando en la parte oriental la encina, algunos alcornocales y en la parte occidental alcornocales mezclados con robles y castaños. Una de las riquezas, en la zona de Huelva, Sevilla y sur de Badajoz, la constituye la explotación del corcho obtenido a partir de la corteza del alcornoque que ha dado lugar a una industria corcho-taponera.

## Sierras

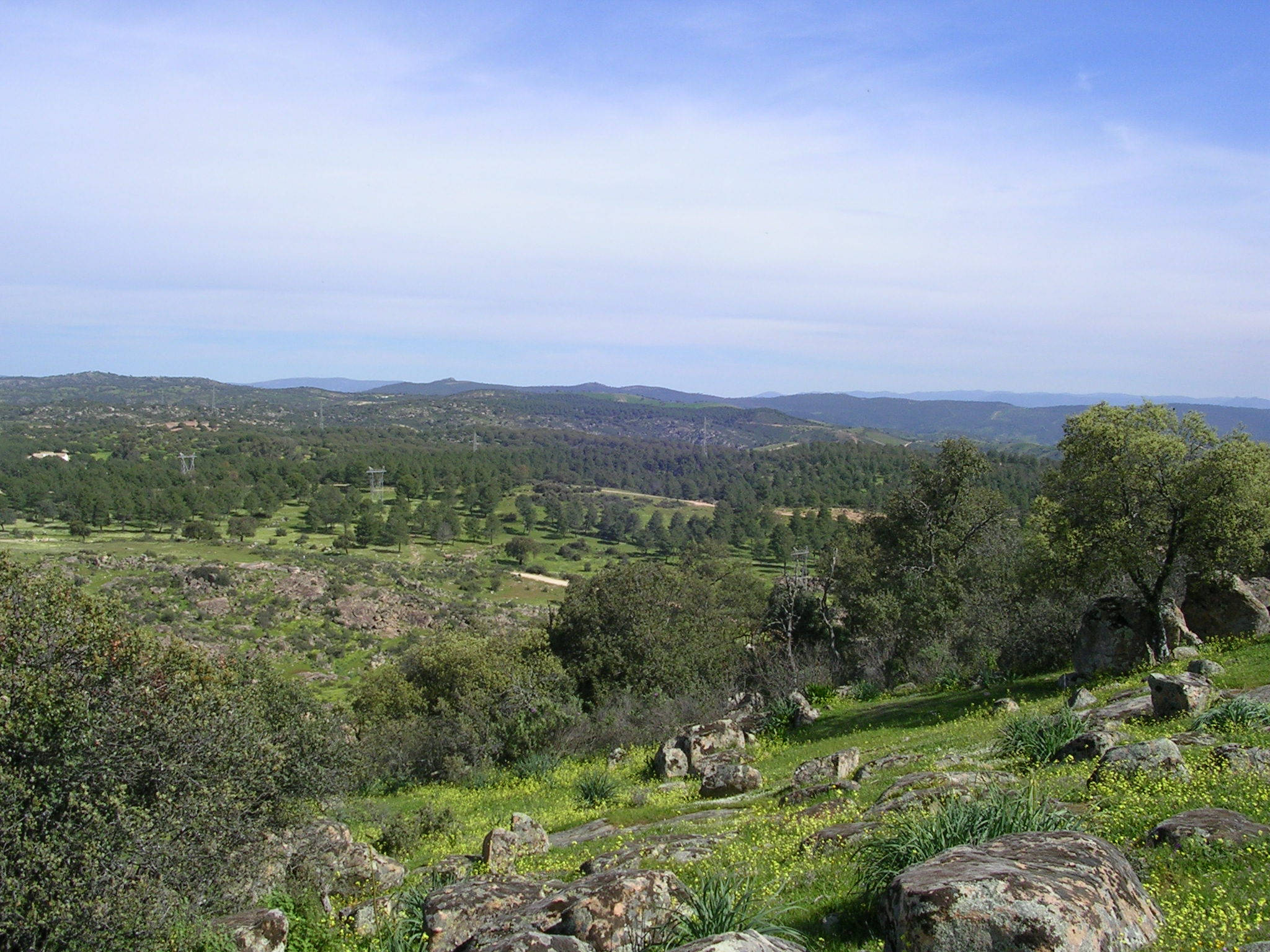
Vista de la sierra de Andújar.

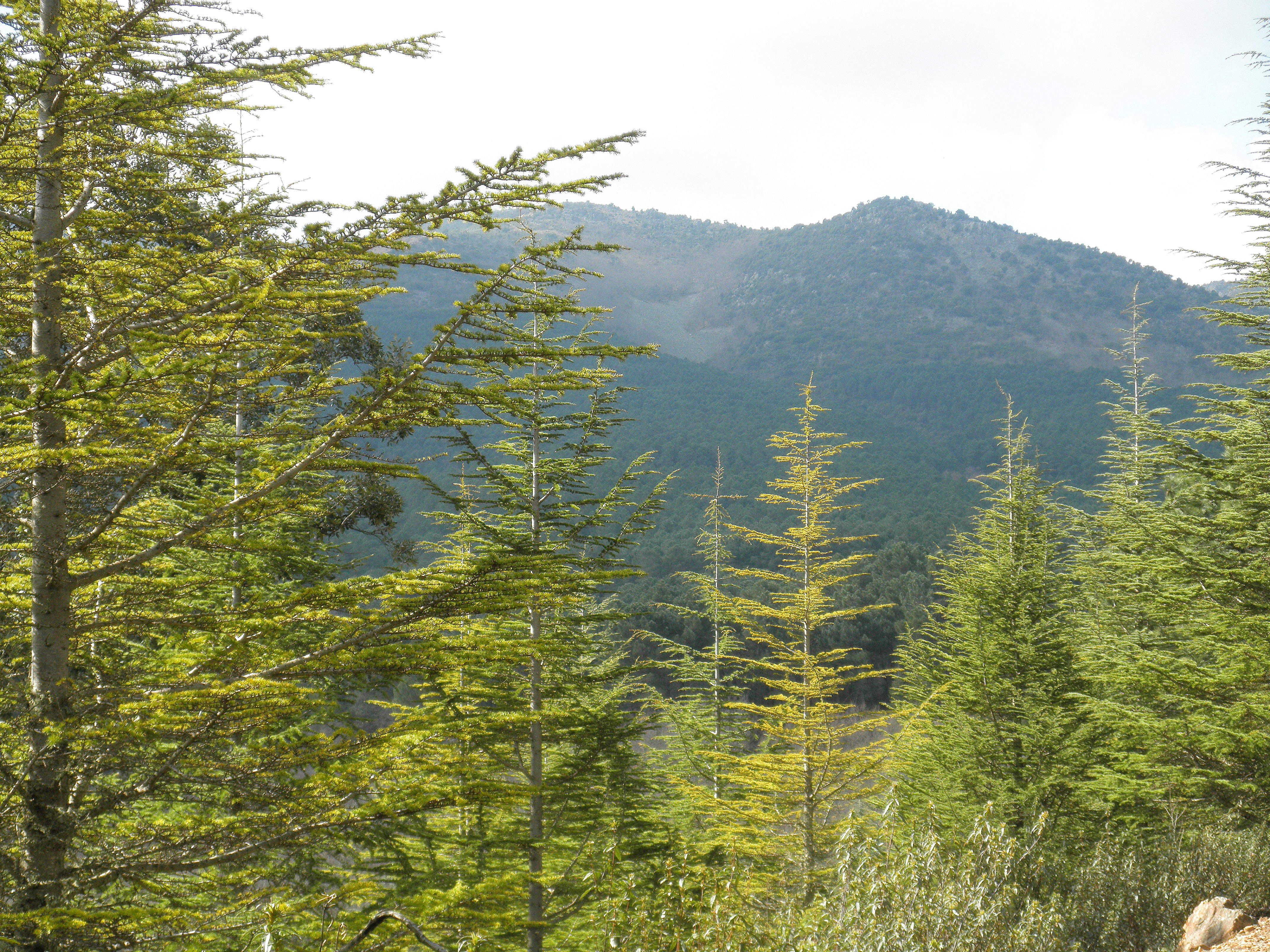
Valle Nacedero en sierra Madrona.

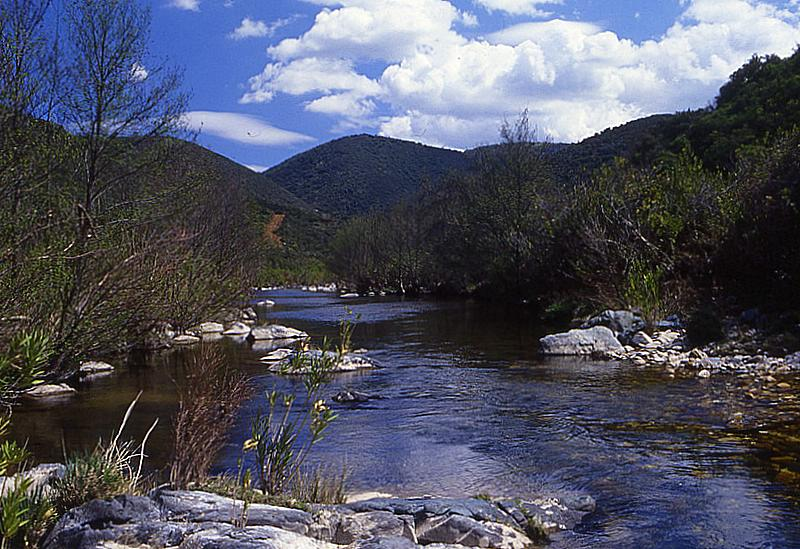
El río de las Yeguas, que separa las sierras de Montoro y Cardeña.

Las principales sierras y sus mayores cumbres de Sierra Morena: 
- Sierra del Relumbrar, cerro de Pilas Verdes (1151 m) y Cerro de San Andrés (1224 m)
- Sierra Madrona, Bañuela (1323 m), Corral de Borros (1312 m), Abulagoso (1301 m) y Rebollera (1161 m)
- Sierra de Almadén
- Sierra de Alcudia, Navalmarco (1057 m) y Judío (1107 m)
- Sierra de Tentudía, pico de Tentudía (1104 m)
- Sierra Vieja  o Sierra de Feria, El Mirrio (811 m)
- Sierra Grande de Hornachos, o Sierra de Hornachos o Sierra Grande
- Sierra del Pedroso
- Sierra de María Andrés
- Sierra de Alconera
- Sierra de los Pedroches
- Sierra de Peñaladrones, junto a Belmez, Monte Pelayo (935 m)
- Sierra Albarrana, sierra baja en Hornachuelos
- Sierra de la Marianta, junto a Villanueva del Rey
- Sierra de los Santos, al oeste del río Guadiato
- Sierra de la Aguja, junto a Fuente Obejuna
- Sierra de Andújar, Cerro del Cabezo (686 m) con el santuario de la Virgen de la Cabeza
- Sierra de Cardeña, pico Colmena (828 m)
- Sierra de Montoro, cerro Pingajo (805 m)
- Sierra de los Calderones, cerro de la Estrella (1298 m)
- Sierra Norte de Sevilla, cerro de La Capitana (960 m), pico Hamapega (910 m)
- Sierra de Aracena, cerro del Castaño (962 m), Almonaster (915 m)
- Picos de Aroche

## Espacios naturales protegidos
Gran parte de la superficie del ámbito de Sierra Morena está sometida a protección legal mediante la declaración de espacios naturales protegidos (tres parajes naturales y seis parques naturales). De oeste a este son los siguientes:
- Parque natural de Sierra de Aracena y Picos de Aroche
- Parque natural del Valle de Alcudia y Sierra Madrona
- Parque natural de la Sierra Norte de Sevilla
- Parque natural de la Sierra de Hornachuelos
- Parque natural de la Sierra de Cardeña y Montoro
- Parque natural de la Sierra de Andújar
- Parque natural de Despeñaperros
- Paraje natural de la Cascada de Cimbarra
- Paraje natural de Sierra Pelada y Rivera del Aserrador